# マーリン・ケリー
マーリン・ケリー (Merlyn Kelly) はアメリカ・ロサンゼルス出身のミュージシャンでベーシスト。
2008年にルーカス・ネルソン＆プロミス・オブ・ザ・リアル（Lukas Nelson & Promise of the Real）を結成。その後、日本では東京を拠点にベーシストとして活動を開始し、SEKAI NO OWARI やVaundyと共にツアーを行う。

## 略歴
アメリカではウィリー・ネルソンとのツアーやレコーディングを行う。2008年にはルーカス・ネルソン＆プロミス・オブ・ザ・リアル（Lukas Nelson & Promise of the Real）を結成。
日本ではSMAP、ディーン・フジオカ、菅田将暉、新妻聖子、MIWA、松田晃大、浅井健一など、日本のアーティストと共にライブ演奏、テレビ出演、レコーディングを実施。

## 音楽講師として
マーリンは音楽教育の修士号を取得し、日本では専門学校で教壇に立っている